# (15490) 1999 CJ81
A (15490) 1999 CJ81 a Naprendszer kisbolygóövében található aszteroida. A LINEAR projekt keretében fedezték fel 1999. február 12-én.